# Größenvorteile

Eine Ausweitung der Produktion von auf führt aufgrund von Größenvorteilen zu geringeren fallenden Durchschnittskosten.

Die Ausweitung der Produktion von auf führt in diesem Beispiel aufgrund von Größennachteilen zu steigenden Durchschnittskosten.

Als Größenvorteile (englisch economies of scale) werden in der Produktionstheorie der Volkswirtschaftslehre Kostenvorteile bezeichnet, die sich aus der Betriebsgröße eines Unternehmens oder seiner Produktion ergeben. 

## Allgemeines
Solange Größenvorteile vorliegen, ist es für ein Unternehmen grundsätzlich sinnvoll, mehr Einheiten eines Gutes oder einer Dienstleistung zu produzieren, um niedrigere Stückkosten zu erreichen. Dabei werden zumeist die Fixkosten auf eine größere Menge umgelegt (Fixkostendegression). Es wirkt das Gesetz der Massenproduktion.
Unter Umständen kann eine Steigerung der produzierten Menge auch zu Größennachteilen (englisch diseconomies of scale) führen. So nimmt mit wachsender Unternehmensgröße typischerweise der (nicht unmittelbar produktiv wirkende) Koordinationsaufwand in einem Unternehmen zu, die Verwaltung kann schwerfälliger werden.

## Definition

Größenvorteile und ihre Grenzen beim Produktionsprozess

Größenvorteile werden auch als Größenkostenersparnisse, Skaleneffekte oder zunehmende Skalenerträge bezeichnet. Größenvorteile liegen vor, falls eine proportionale Erhöhung aller Produktionsfaktoren (bspw. um 1 %) eine überproportionale Erhöhung aller Outputkomponenten (um mehr als 1 %) bewirkt. Nimmt also der Output einer Produktionseinheit zu, können die durchschnittlichen Kosten des Unternehmens für die Produktion dieses Outputs bis zu einem gewissen Punkt sinken. Anders ausgedrückt: Um den Output eines Unternehmens zu verdoppeln, müssen die Kosten weniger als das Doppelte gesteigert werden. Dieser Verlauf wird als Größenvorteil bezeichnet.
Größenvorteile werden auch als Kostenvorteile definiert, die aus der Unternehmensgröße und/oder der Kapazitätsgröße resultieren. Dabei sind die anteiligen Fixkosten pro Produktionseinheit abhängig von der Größe der Unternehmung bzw. des Produktionsvolumens; je größer das Unternehmen umso geringer sind die anteiligen Fixkosten.
Bei freiem Wettbewerb führen Größenvorteile zu einer so starken Ausweitung der Unternehmensgröße, dass die vollkommene Konkurrenz in diesen Wirtschaftsbereichen nicht mehr gesichert ist und in einer Industrie nur wenige Unternehmen aktiv sind – oder sogar nur ein Einziges. Im Einproduktfall führen fallende Durchschnittskosten aufgrund hoher Fixkosten zu unmittelbaren Anreizen für Fusionen mit dem Ziel einer Effizienzsteigerung. Das Vorliegen von Größenvorteilen maximiert die Wohlfahrt durch eine bestimmte Zahl von Unternehmen. Handeln die Unternehmen unter dieser volkswirtschaftlichen Annahme, dann nutzen sie den (Größen-)Vorteil in einer Branche. Dadurch besitzen die Unternehmen im Vergleich zur Größe der Branche (des Marktes) eine große Betriebsgröße. Das hat zur Folge, dass sie einen großen Anteil der Nachfrager bedienen und so nur wenige weitere Unternehmen in den Markt eintreten können, um den restlichen Anteil der Nachfrager zu bedienen. Joe Bain definiert dieses Phänomen 1949 als Ursache für das Auftreten einer Eintrittsbarriere in den Markt.
Die Methode der Größenvorteile ist direkt anwendbar für die Analyse von intra- und interindustriellem Handel. Bedient ein Unternehmen den heimischen Markt mit einem bestimmten Produkt, kann es dieses Produkt in ein anderes Land exportieren. Im Gegenzug dafür könnte es ein anderes Gut importieren, dass es selbst nicht herstellt, aber eine Nachfrage für dieses Produkt auf dem heimischen Markt vorhanden ist. Damit könnte das Unternehmen mehr Gewinne erzielen.

## Globale Betrachtung
Der Größenvorteil ist in erster Linie nicht im Bezug zu anderen Unternehmungen (Konkurrenten) zu sehen, sondern im Vergleich der eigenen Input- und Output-Mengen. Das soll heißen, welcher Input ermöglicht der Unternehmung den größtmöglichen Output. Damit ist die Gewinnmaximierung (Wirtschaftlichkeitsprinzipien im Hinblick auf das Maximalprinzip) als Unternehmensgrundsatz, in der Kosteneffizienz (Kosten so gering wie möglich halten) umgesetzt.
„Zur Analyse der Beziehungen zwischen der Betriebsgröße und den Kosten des Unternehmens müssen wir erkennen, dass der Expansionspfad (durch die Tangentialpunkte der Isokostengerade und Isoquanten eines Unternehmens verlaufende Kurve) des Unternehmens bei Änderung der Inputproportionen keine Gerade mehr bildet und das Konzept der Skalenerträge (Inputs werden bei Steigerungen des Outputs in konstanten Verhältnissen eingesetzt, im Gegensatz zu den Größenvorteilen, bei denen die Inputproportionen variabel sind) nicht mehr zutrifft. Stattdessen können wir sagen, dass das Unternehmen Größenvorteile genießt, wenn es seinen Output zu weniger als dem Doppelten der Kosten verdoppeln kann. Der Begriff Größenvorteile umfasst zunehmende Skalenerträge als Sonderfall, ist aber allgemeiner, da er ändernde Inputproportionen widerspiegelt, wenn das Unternehmen sein Produktionsniveau verändert.“

## Auftreten
- Im Bereich der Medien liegen Größenvorteile vor, wenn einer Reduzierung der Ausbringungsstückkosten einer Steigerung der Ausbringungsstückzahl folgt. Die wesentlichen Größenvorteile bei den Medien fallen aufgrund der erheblichen First Copy Costs an. Diese Kosten bestehen in den Kosten der gesamten Erstellung des redaktionellen und des Anzeigeninhaltes sowie in den Kosten der Produktion. In dieser Branche entstehen die Kosten unabhängig von der Zahl der späteren Nutzer.[9]

- Neben Unternehmensstrategien (Produktdifferenzierung, Preisdifferenzierung u. a.) spielen Größenvorteile in der Produktion eine wichtige Rolle, um einen funktionsfähigen Wettbewerb zu realisieren.[3]

- Im Vertrieb und Marketing sind Größenvorteile ebenfalls von Bedeutung: groß angelegte Werbemaßnahmen und Marktpräsenz sind hier der Schlüssel zum Erfolg.[10]

- Im operativen Vertrieb stellt der spezifische Vertriebsaufwand eine wichtige Rolle dar, da dieser durch ein höheres Absatzvolumen sinkt und somit auch die Stückkosten fallen.[10]

- Größenvorteile treten ebenfalls bei der Beschaffung von Ressourcen auf, denn bspw. werden bei der Beschaffung von größeren Mengen Mengenrabatte erzielt und so sinken die Kosten pro beschaffter Einheit für das Unternehmen.[10]

- Selbst im Bereich der Forschung und Entwicklung können Größenvorteile genutzt werden, indem ein generierter Informationsvorsprung und die damit verbundenen Entwicklungskosten auf möglichst hohe Stückzahlen gelegt werden.[10]

- Aber nicht nur aus unternehmensinternen, sondern auch aus unternehmensexternen Zusammenhängen resultieren Größenvorteile. Denn eine dominierende Marktstellung des Unternehmens bringt Vorteile für Kunden und Marktpartner und führt so zu sich selbst verstärkenden Effekten.[10]

## Berechnung
Um Größenvorteile zu erzielen, werden diese häufig anhand einer Kosten-Output-Elastizität EC gemessen. EC ist die aus einer Steigerung des Outputs um ein Prozent resultierende prozentuale Änderung der Produktionskosten:
{\displaystyle E_{C}={\frac {(\Delta C/C)}{(\Delta q/q)}}}
Um zu untersuchen, in welcher Beziehung EC zu dem herkömmlichen Kostenmaß steht, wird die oben dargestellte Gleichung wie folgt umgeschrieben:
{\displaystyle E_{C}={\frac {(\Delta C/\Delta q)}{(C/q)}}={\frac {GK}{DC}}}
C  = Kosten
q  = Menge
GK = Grenzkosten
DC = Durchschnittskosten
EC = 1, wenn die Grenzkosten gleich den Durchschnittskosten sind. In diesem Fall bestehen weder Größenvorteile noch Größennachteile, da sich die Kosten proportional mit dem Output erhöhen.
Ist EC < 1, existieren Größenvorteile, denn die Kosten erhöhen sich unterproportional zum Output und die Grenzkosten sind niedriger als die Durchschnittskosten.
Ist EC > 1, existieren Größennachteile, da die Grenzkosten höher als die Durchschnittskosten sind.

## Messung
Ob Größenvorteile bestehen oder nicht, verdeutlicht der Index der Größenvorteile SCI. Diese Kennzahl wird wie folgt definiert:
{\displaystyle SCI=1-E_{C}}
- Ist EC = 1 gilt, SCI = 0 und es bestehen weder Größenvorteile noch Größennachteile.
- Ist EC > 1, ist SCI negativ und es bestehen Größennachteile.
- Ist EC < 1, ist SCI positiv und es bestehen Größenvorteile.[1]

## Beispiele
Die folgenden Beispiele sollen verdeutlichen, dass relevante Größenvorteile immer dann an Bedeutung verlieren, wenn Fixkosten reduziert werden und die Flexibilität gesteigert wird. Um eine marktbeherrschende oder zumindest wettbewerbsfähige Größe zu erlangen, gehen Unternehmen deshalb oft über ein rein intern basiertes, organisches Wachstum hinaus. Sie versuchen durch den Zusammenschluss mit anderen Unternehmen auf eine Größenordnung zu kommen, bei der Kostenvorteile gegenüber der Konkurrenz erzielt werden können. Beispiele hierfür sind u. a.:
- die Luftfahrtindustrie: Airbus und Boeing erzielen Größenvorteile in Forschung und Entwicklung, Einkauf, Produktion, Vertrieb und Service, da sie sich den entsprechenden Markt für Großflugzeuge teilen.
- die Stahl- und Computerindustrie: Der Computerhersteller Dell hat konsequent ein Direktverkaufsmodell über Telefon und Internet etabliert und gleichzeitig die Logistik optimiert, sodass innerhalb kürzester Zeit ein nach den Kundenwünschen individueller Computer den Auftraggeber erreicht. Da Dell seine Monitore direkt vom Hersteller bezieht, reduziert das Unternehmen seine Kapital-, Lagerhaltungs- und Produktionskosten.
- die Automobilindustrie: da viele kleinere und mittlere Autohersteller nicht über das Volumen verfügen, um die enormen Entwicklungskosten neuer Modelle zu tragen, wurden diese im Laufe der Jahre von ihren großen Konkurrenten übernommen.

Ein weiteres Beispiel ist der Automobilhersteller Toyota. In den 1980er Jahren reduzierte der Konzern die Fixkosten u. a. durch eine innovative Reduzierung des Bestandes innerhalb des Produktionsprozesses, die Verkürzung der Rüstzeiten der Anlagen sowie die Serienfertigung so weit herunter, dass die in dieser Branche vorherrschenden Skaleneffekte eine immer geringere Rolle spielten.

### Forstwirtschaft
Ein forstwirtschaftliches Unternehmen schlägt auf seinem Grund und Boden im Jahr 600 Bäume. Die Kosten pro Baumschlag belaufen sich auf 200 Geldeinheiten (GE). Die Arbeit wird von 20 Mitarbeitern mit 20 Äxten und 10 Handsägen durchgeführt. Wenn das Unternehmen nun seinen Output auf 1200 verdoppelt, braucht es 40 Mitarbeiter, 40 Äxte und 20 Handsägen. Der Input steigt proportional zum Output, somit bleiben die Skalenerträge konstant. Für ein Unternehmen mit einem solchen Outputvolumen besteht jedoch die Möglichkeit einige Inputfaktoren durch Maschinen, z. B. Motorsägen, zu ersetzen. Die Maschine ersetzt durch ihre schnellere und für die Mitarbeiter leichtere Bedienung einige Arbeiter. Die Kosten pro Baumschlag von 200 GE gehen auf 150 GE zurück. Die dadurch entstandene Kostensenkung hat einen geringeren Input bei gleichbleibendem Output zur Folge; somit ist ein Größenvorteil entstanden. Im Diagramm ist deutlich der Unterschied und somit der Größenvorteil auf den verschiedenen Ebenen – Output  Kosten, Kosten pro Stück – zu erkennen.
Der Größenvorteil zeigt sich am deutlichsten in der rechten Säule „Kosten/Stück“. Hier sind die Kosten pro Produktionseinheit bei Größenvorteilen viel geringer als die Kosten pro Produktionseinheit ohne Größenvorteile (normal).

## Abgrenzung Größennachteile
Größennachteile bestehen, wenn zu einer Verdopplung des Outputs mehr als das Doppelte der Kosten notwendig ist. Sie entstehen, wenn die Stückkosten bei wachsendem Output steigen, beispielsweise wenn Maschinen über ihr Betriebsoptimum hinaus betrieben werden (interne Größennachteile) oder eine räumliche Konzentration zu übermäßiger Belastung der Infrastruktur führt (externe Größennachteile). Größennachteile entstehen meist dadurch, dass die Transaktionskosten mit dem Wachstum eines Unternehmens überproportional ansteigen. Transaktionskosten umfassen alle Kosten für die Koordination wirtschaftlicher Aktivitäten und entstehen sowohl innerhalb eines Unternehmens wie auch bei Geschäftsaktivitäten zwischen Marktpartnern.
Größennachteile können hinsichtlich kultureller, technischer und administrativer Art unterschieden werden.
Kulturelle Größennachteile gilt es aufzufangen, denn umso größer ein Unternehmen ist, desto schwieriger ist es, eine einheitliche Unternehmensstruktur zu formulieren, mit der sich die Mitarbeiter auch identifizieren können. Bei komplexen Unternehmen wird auch deutlich, dass es nicht problemlos ist, für eine reibungslose Kommunikation zu sorgen. Hierbei sind engagierte Mitarbeiter gefragt, die diesen Prozessen entgegenwirken.
Technischen Größennachteilen kann verhältnismäßig einfach entgegen gesteuert werden. Bei einer übermäßig belasteten Maschine entsteht kurzfristig ein höherer Wartungsaufwand und Energieverbrauch, der leicht zu messen ist. Vermieden werden kann dies beispielsweise durch den Kauf neuer Anlagen mit höheren Kapazitäten.
Das Risiko administrativer Größennachteile besteht darin, dass bei großen Unternehmen die internen Bürokratien schneller wachsen als das Unternehmen insgesamt und so auch der Kundenumgang darunter leiden kann.
Größennachteile lassen sich aber vermeiden, indem rechtzeitige Gegenmaßnahmen eingeleitet werden. Die größte Schwierigkeit besteht darin, diese Nachteile zu erkennen und dem durch klare Verantwortlichkeiten oder auch nachvollziehbare Berichtssysteme entgegenzuwirken.